# Kari Korpela
Kari Juhani Korpela, född 26 juli 1957, är en svensk tidigare landslagsaktiv i skidskytte och ledare för landslaget i skidskytte.
Kari Korpela har varit aktiv i både skidskytte och längdåkning. Som ledare har han deltagit i flera landslagsuppdrag bland annat fyra Olympiska vinterspel, plus tre vinter-OS som internationell representant (IBU). Har även varit bisittare /expertkommentator i SVT vid ett antal skidskytte-VM.
Arbetar vid Sollefteå skidskyttegymnasium sedan 1984.